# イヴァン・クアレスマ・ダ・シウヴァ
イヴァン（Ivan）ことイヴァン・クアレスマ・ダ・シウヴァ（ポルトガル語: Ivan Quaresma da Silva、1997年2月7日 - ）は、ブラジルのサッカー選手。ポジションはGK。

## クラブ歴
2013年にグアラニFCの下部組織からライバルのAAポンチ・プレッタの下部組織に移籍。2016年12月11日にカンピオナート・ブラジレイロ・セリエAでアラーニャに代わって途中投入され選手初出場。翌年にトップチームに昇格したものの、アラーニャとジョアン・カルロスに次ぐ第3ゴールキーパーの立ち位置であった。しかしこの2017年にクラブが降格すると翌2018年からは不動のレギュラーとして君臨、同年4月4日には2023年まで契約を延長した。

## 代表歴
2019年5月、第47回トゥーロン国際大会に臨むU-23代表に招集された。全5試合中4試合に出場し優勝に貢献した。その後も東京オリンピック南米予選でも出場しブラジルの東京オリンピック出場に貢献したが本戦のメンバーからは外れた。
2019年8月16日にはコロンビア代表、ペルー代表との親善試合に臨むA代表に招集されたが出場は無かった。